# Mac OS

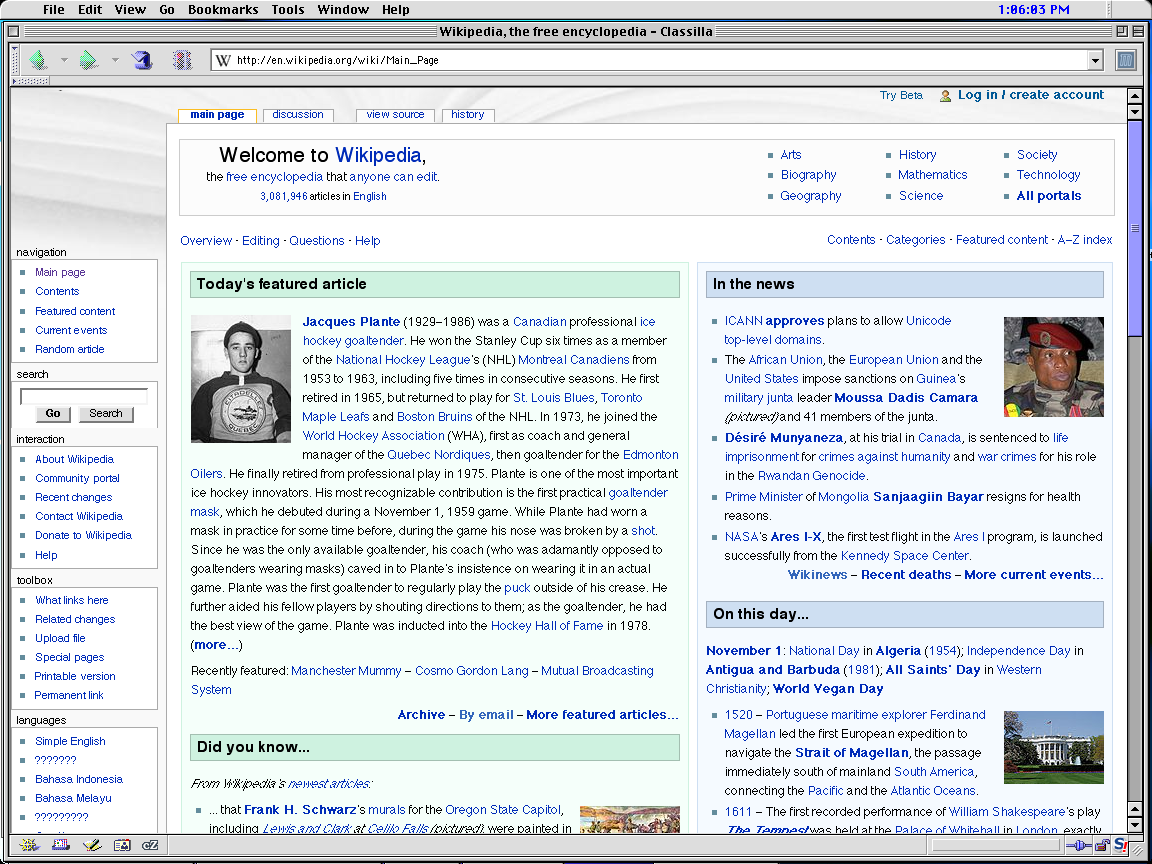
Browsen onder Mac OS 9 met Classilla

Mac OS, het Macintosh Operating System was een besturingssysteem voor Apple Macintosh-computers, ontwikkeld door Apple. Mac OS was het eerste besturingssysteem met een grafische gebruikersinterface dat een commercieel succes werd na de eerdere koele ontvangst van het systeem door de oorspronkelijke ontwikkelaar Xerox PARC. Door dit succes werd feitelijk het begin gemarkeerd van de muisgestuurde vensteromgeving bij personal computers. Het werd geïntroduceerd in 1984 en was ontwikkeld door onder anderen Bill Atkinson, Jef Raskin en Andy Hertzfeld.
Mac OS wordt niet langer ondersteund. De laatste versie van dit besturingssysteem is 9.2.2.
De opvolger van Mac OS (Classic) is Mac OS X (uitgesproken als mek o es ten); dit draaide origineel op PowerPC-processors vanaf het type G3 en op Intel x86-processors. De meest actuele versie van dit besturingssysteem is macOS 14 Sonoma. Deze versie draait op Intel-processoren en op Apple silicon.

## Geschiedenis
Het besturingssysteem voor de Macintosh heette oorspronkelijk gewoon System. Het grote verschil met een besturingssysteem als bijvoorbeeld MS-DOS was de grafische omgeving. Reeds vanaf de introductie van de Macintosh werkt de gebruiker met iconen en vensters in plaats van met commandoregels, waardoor een Macintosh computer relatief gebruiksvriendelijk is. Van 1984 tot in de jaren negentig volgden System 1 tot en met System 7.5 elkaar op. Bij versie 7.6 stapte Apple over op de naam Mac OS waarbij tevens het bekende logo waarin de S en 7 verwerkt is, als van System 7. Versies daarvan zijn Mac OS 7.6, Mac OS 8.0, Mac OS 8.1, Mac OS 8.5, Mac OS 8.6, Mac OS 9.0, Mac OS 9.1 en Mac OS 9.2.
Het geheel kon aanvankelijk worden opgeslagen op een diskette met een opslagcapaciteit van 400 kilobyte. Het systeem onderging een gedaanteverwisseling bij de introductie van System 7, en werd sterk uitgebreid toen de Power Mac werd geïntroduceerd in 1994. De Power Mac draaide System 7.5 met een nieuw type processor, de PowerPC processor. Veel systeemopdrachten verliepen via een tussenlaag, die door Apple de Toolbox werd genoemd. Dit vergemakkelijkte neerwaartse compatibiliteit van het systeem. Het Mac OS kon de overstap naar de PowerPC maken door een Motorola 68040-emulator in het besturingssysteem op te nemen, zodat oude programma's als vanouds konden draaien. Door de vele malen krachtigere PowerPC-processor kon dit op acceptabele snelheid plaatsvinden. In de periode na de overstap, werden steeds meer delen van de Toolbox omgezet naar native, ofwel optimale, code voor de PowerPC. Deze ontwikkeling eindigde ten slotte met de systeemversie 9.2.2.

### Mac OS X
De talloze uitbreidingen hadden het systeem uiteindelijk instabiel en log gemaakt, en bovendien kende het Mac OS alleen coöperatieve multitasking. Het was duidelijk dat er een nieuw begin gemaakt moest worden, wat goed voorbereid zou zijn op de technologie van de volgende generaties. Het ontwikkelen van een nieuw systeem — Rhapsody genaamd — verliep echter bijzonder moeizaam. Na diverse mislukte pogingen besloot Apple buiten het eigen bedrijf te zoeken naar een degelijke en robuuste oplossing. Na diverse systemen te hebben overwogen, waarvan met name BeOS, werd ten slotte gekozen voor een Unix-variant, waar een nieuwe grafische interface omheen zou worden gebouwd. In 1997 besloot Apple hiertoe NeXT over te nemen, het bedrijf dat door Steve Jobs was opgericht nadat hij door John Sculley bij Apple was weggewerkt in 1985. NeXT-computers draaiden een BSD Unix variant met een unieke en toenmalig zeer geavanceerde grafische gebruikersinterface.
Mac OS X 10.0 werd door Apple in 2001 geïntroduceerd. Het is gebaseerd op NeXTSTEP, het besturingssysteem van de NeXT computer, maar met een volledig vernieuwde grafische gebruikersinterface die door Apple zelf is ontwikkeld en Aqua heet. In het nieuwe systeem kunnen Macintosh-gebruikers voor het eerst ook beschikken over een tekstcommando-interface, de zogeheten Terminal, en een taakbalk genaamd de Dock. Oudere programma's werken in de zogeheten Classic-omgeving, een emulator die versie 9.2.2 van het vorige besturingssysteem draait. Met de komst van Intel-gebaseerde Macs in 2006 heeft Apple de Classic-omgeving verwijderd uit Mac OS X en vervangen door Rosetta, een vrijwel transparante emulator voor PowerPC-programma's.
De onderliggende laag van Mac OS X heet Darwin. Darwin zelf is een opensource-besturingssysteem dat gedeeltelijk gebaseerd is op FreeBSD, echter zonder windowserver of -manager. Alhoewel vrij te downloaden van Apples website, wordt het echter in de praktijk voornamelijk gebruikt door Apple als fundament voor Mac OS X. Darwin draait op drie verschillende processorfamilies; de PowerPC-, x86- en ARM-architecturen. Om te functioneren met de ARM-architectuur zijn echter aanpassingen nodig die niet door Apple gedocumenteerd zijn. De Apple iPhone en iPod touch draaien beiden een speciaal ontwikkelde versie van OS X op ARM-processors.

## Intel-processor
Mac OS draaide tot januari 2006 alleen op Macintoshcomputers met een processor uit de Motorola 68000-serie (t/m Mac OS 8.1); een PowerPC-processor (Mac OS 8.1 t/m Mac OS 9.2.2); of een PowerPC G3-, G4- en G5-processor (Mac OS 8.1 t/m Mac OS X). Daarnaast zijn in de jaren negentig enkele klonen gebouwd waarop het systeem van destijds ook draaide. Ook deze klonen waren met een PowerPC-processor uitgerust.
Op de Worldwide Developers Conference in juni 2005 werd echter onthuld dat Apple al sinds de allereerste uitgave van Mac OS X een x86-versie had ontwikkeld onder de codenaam Marklar. In januari 2006 werden de eerste Applecomputers met Intel x86-processors op de markt gebracht. Tot deze overstap was besloten omdat de ontwikkeling van geschikte PowerPC-processoren al geruime tijd haperde. Bovendien was de modernste processor, de G5, ongeschikt voor gebruik in laptops gezien het grote stroomverbruik en hitteproductie. Geruchten dat het nieuwe besturingssysteem ook op gangbare pc's zou kunnen draaien werden door Apple ontkend, maar zijn nadien wel correct gebleken. Dit wordt niet door Apple ondersteund en heeft daarom ook veel patches nodig. Pc's die een niet-legitieme versie van Mac OS X draaien worden ook wel Hackintosh of Osx86 genoemd.
Het was de bedoeling dat Leopard in de lente van 2007 zou verschijnen, maar eind mei 2007 meldde Apple dat er vertraging was opgetreden. Wegens Apples zelfopgelegde streefdatum voor het uitbrengen van de iPhone, waren noodgedwongen enkele programmeurs van het team van Leopard overgeheveld naar dat van de iPhone. (Zowel de Mac als de iPhone draaien namelijk het besturingssysteem OS X, alhoewel in verschillende uitvoeringen.) Hierdoor liep de ontwikkeling van Mac OS X 10.5 Leopard vertraging op. Apple plande de wereldwijde lancering van Leopard op 26 oktober 2007.
Vanaf macOS Sierra (10.12) is OS X hernoemd naar macOS. De naam wordt nu met een kleine letter en zonder spatie geschreven, maar de uitspraak (mek o es) is hetzelfde gebleven.
In 2023 bracht Apple de twintigste editie van macOS uit, genaamd macOS Sonoma.